# Facundo Villalba
Luis Facundo Villalba (Dock Sud, 20 de junho de 1973) é um ex-futebolista profissional argentino que atuava como atacante.

## Carreira

### River Plate
Facundo Villalba se profissionalizou em 1992, ele integrou o River Plate na campanha vitoriosa da Libertadores da América de 1996.

## Títulos
River Plate
- Primera Division Argentina: Apertura 1993, Apertura 1994, Apertura 1996
- Taça Libertadores da América: 1996